# Veit Stratmann
Veit Stratmann (nascut el 1960 a Alemanya) és un artista contemporani que viu a París.

## Anys 90
El treball de Veit Stratmann es desenvolupa des dels anys 90, influenciat per artistes de la neo-vanguardia dels anys 70, com Michael Asher. Dibuixa algunes de les característiques de la seva obra: la polarització fixa d'una intervenció al lloc i no a la producció d'una obra d'art en el sentit tradicional del concepte i l'elecció deliberada d'una forma del seu valor estètic.
El 1998, Stratmann, invitat per la galeria Roger Tator (Lyon) presenta una finestra que dona al carrer per empènyer fins al fons de la galeria. Això elimina l'espai expositiu i deixa la primera dins d'una petita àrea d'accés a una escala alliberant el carrer de la finestra. Una zona estranya sense afectació possible, d'una forma d'acomiadament.

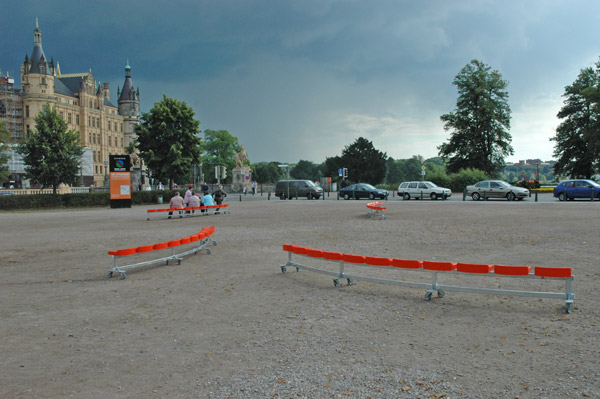
Für den Alten Garten, Schwerin, 2005

Stratmann és l'hereu de l'art de Asher, però no va mantenir la retòrica, ni tampoc lo que li va ensenyar. Demostrat a tots els dispositius que l'artista ha dissenyat per oferir a l'espectador del que, si no és res, almenys no molt. Considerem Anells (1999), grups de seients de plàstic mòbils, que ofereixen al públic una sessió amb diferents direccions possibles, amb la intenció de fer una mica el ruc. Creiem que aquests inusuals mobles urbans, temporalment visibles des de 1996, a Berlín, Reno, Porto, Noisy-le-Sec i Pancevo, que ofereix a l'espectador la barra rodona sobre la qual construir un moment per observar el que realment no mereix estar. A l'interior, la maniobra és probablement més cruel per l'usuari d'aquests mobles. Situat al racó d'una habitació, en l'Angle (1999), una petita plataforma enrajada separada del sòl amb una escala, ràpidament dona sensació de malestar psicològic ¿Per què és allà dalt?

## Anys 2000
Contrariant el lloc, i tancant gent a dins, genera molèsties, Stratmann pensa lo mateix de les obres d'art. El 2001, el Musée des Moulages de Lyon, que té una col·lecció de còpies en guix d'escultures de l'antiguitat fins al segle xix, instal·lades a una xarxa de cables que cauen de les cortines de plàstic transparents de formes arbitràries, dividint l'espai en llocs quadrats, dificultant la circulació del públic i l'augment de grups de peces sense tenir en compte la història de l'art i de les normes del museu. Instal·lació, joc magnífic ple de reflexions i ones de tires de plàstic, la primera experiència va ser perfecta, però, sense un sentit concret.
En una corba d'una carretera als afores de Rio de Janeiro, Veit Stratmann, el 2003, va estirar una bandera on es podia llegir en lletres vermelles sobre un fons blanc, una inscripció que quasi sembla art poètic. Es descriu en només dues paraules, l'art que semblar tenir una finalitat provocativa: e aì ?

## Exposicions seleccionades
Des de 1986, Stratmann ha participat en nombroses exposicions dont: 
- 2021: LUMIAR CITÉ Arxivat 2021-11-15 a Wayback Machine., Lumiar Cité, Lisboa, Portugal
- 2019 MODULE-ESSEN, Museum Folkwang, Essen, Alemanya
- 2008: Veit Stratmann, Centre d'art et de Diffusin Clark, Montréal, Canada
- 2008: Fuson-confusion, Museum Folkwang, Essen, Alemanya
- 2007: "A porto" museu Serralves, Porto, Portugal
- 2006: La Force de l'art, Le Grand Palais, [Paris], Françace
- 2005: Für den Alten Garten, Staatliches Museum, Schwerin, Alemanya.
- 2004: A angles vifs, CAPC-Musée d'Art contemporain de Bordeaux, Bordeus, França
- 2004: École des Beaux-Arts de Mulhouse, França.
- 2002: Das Element für die Strasse, neues Model, Badischer Kunstverein, Karlsruhe, Alemanya.
- 2001: Squaters, Museu Serralves, Porto, Portugal, et Witte de With, Anvers, Bèlgica
- 2001: Veit Stratmann Musée des Moulages, Université Lumière, Lió, França.
- 1997: The element for the city The Nevada state Museum of Arts, Reno, Nevada, USA.
- 1994: Veit Stratmann Espai 13 de la Fundació Joan Miró, Barcelona, dins el cicle Balcons, comissariat per Mònica Regàs[4]

## Articles a la premsa
- "Expositions/Reviews", in Art Press n°310/mars 2005
- Michel Gauthier, "Les Intransitifs (sur quelques pièces de Veit Stratmann)" in Art Présence n° 40 - octubre - novembre - desembre 2001